# Панченко, Тамара Федотовна
Тама́ра Федо́товна Па́нченко (род. 27 апреля 1936) — советский архитектор, доктор архитектуры (1986), профессор (с 1990 г.), Заслуженный архитектор Украины (1997), Народный архитектор Украины (2007). Заместитель директора по научной работе в «НИПИградостроительства» Министерства регионального развития и строительства Украины.

## Биография
С 1962 по 1993 год работала в Научно-исследовательском институте градостроительства. В последние годы была начальником отдела планирования и застройки курортов и зон отдыха.

## Публикации
Автор:
- 100 публикаций
- 40 книг, среди них:

- Тамара Федотовна Панченко. Проектирование курортов и зон отдыха. Будивельнык, 1983. 101 стр.

## Семья
- Сестра — Галина.
- Муж — Любомир Антонович Пирог[3] — доктор медицинских наук, профессор (1988), член-корреспондент НАНУ (04.1991), академик АМНУ (04.1993)
- Сын Александр (1960) — врач
- Дочка Марьяна (1970) — театровед